# Tổng giáo phận Gwangju
Tổng giáo phận Gwangju (tiếng Hàn Quốc: 천주교 광주대교구; tiếng Latinh: Archidioecesis Kvangiuensis) là một tổng giáo phận của Giáo hội Công giáo Rôma ở Hàn Quốc. Địa giới của tổng giáo phận bao gồm thành phố Gwangju và tỉnh Jeolla Nam.

## Lịch sử
Vào ngày 13/4/1937, Giáo hoàng Piô XI thành lập Hạt Phủ doãn Tông tòa Kwoszu. Ngày 12/7/1950, Giáo hoàng Piô XII đổi tên hạt này thành Hạt Phủ doãn Tông tòa Kwangju. Sau đó hạt được nâng cấp thành một Hạt Đại diện Tông tòa vào ngày 21/1/1957. Vào ngày 10/3/1962, Giáo hoàng Gioan XXIII đã nâng cấp Hạt Đại diện Tông tòa này thành một Tổng giáo phận.

## Lãnh đạo qua từng thời kì

### Phủ doãn Tông tòa Kwoszu/Kwangju
- Owen McPolin (1937–1942)
- Tôma Asagoro Wakida (1942–1945)
- Owen McPolin (1945–1947)
- Patrick Thomas Brennan (1949–1950)
- Harold William Henry (1954–1957)

### Đại diện Tông tòa Kwangju
- Harold William Henry (1957–1962)

### Tổng giám mục Giáo phận Gwangju
- Harold William Henry (1962–1971), đồng thời là Giám quản Tông tòa Cheju
- Phêrô Han Kong-ryel (1971–1973)
- Victorinô Youn Kong-hi (1973–2000)
- Andrêa Choi Chang-mou (2000–2010)
- Hyginô Kim Hee-joong (2010–2022)
- Simôn Ok Hyun-jin (2022–hiện tại)[3]

### Giám mục phó
- Andrêa Choi Chang-mou (1999–2000)
- Hyginô Kim Hee-joong (2009–2010)

### Giám mục phụ tá
- Andrêa Choi Chang-mou (1994–1999)
- Hyginô Kim Hee-joong (2003–2009)
- Simôn Ok Hyun-jin (2011–2022)[4]